# Eupalino
Eupalino (del griego antiguo: Εὐπαλῖνος ‘Eupalínos’) fue un arquitecto griego nacido en Megara quien construyó el gran túnel de Eupalino de Samos que atravesaba más de 2.4 kilómetros (en forma de túnel) la montaña Kastro, construido probablemente en tiempos del tirano Polícrates. 
La literatura de su tiempo alabó muchas obras suyas, pero apenas se conserva nada de ellas. Solamente el Museo del Ágora posee una estatua (sin cabeza) de gran tamaño que pudo ser obra suya.